# Bartol Franjić
Bartol Franjić (* 14. Januar 2000 in Zagreb) ist ein kroatischer Fußballspieler, der bei Dinamo Zagreb ausgebildet wurde und nach seinem Wechsel in die Bundesliga 2022 für die Saison 2025/26 vom VfL Wolfsburg an den FC Venedig ausgeliehen ist.

## Karriere

### Vereine
Bartol Franjić wurde in Zagreb geboren und kam in die Jugendabteilung von Dinamo Zagreb. Am 17. Juni 2020 gab er im Alter von 20 Jahren sein Debüt in der ersten kroatischen Liga beim 3:2-Sieg im Heimspiel gegen Slaven Belupo. Die Spielzeit 2020/21 war die erste komplette Saison von Franjić für die erste Mannschaft von Dinamo und in dieser kam er regelmäßiger zum Einsatz, stand allerdings nicht oft in der Startelf. Er gewann mit Dinamo Zagreb das Double aus kroatischer Meisterschaft sowie dem kroatischen Pokal. Des Weiteren erreichte Bartol Franjić mit Dinamo Zagreb in der UEFA Europa League das Viertelfinale, wo die Kroaten gegen den FC Villarreal, dem späteren Titelträger, die Segel streichen mussten. In der „EL“ spielten die Zagreber auch in der darauffolgenden Spielzeit, nachdem sie genau wie in der Saison zuvor in der Qualifikation zur Champions League ausgeschieden waren, nun in den Play-offs gegen Sheriff Tiraspol. In der Europa League erreichte Franjić mit Dinamo Zagreb die Zwischenrunde und schied dort gegen den FC Sevilla aus. Genau wie ein Jahr zuvor wurde die kroatische Meisterschaft gewonnen, die Titelverteidigung im Pokal hingegen misslang nach einem Ausscheiden im Viertelfinale gegen HNK Rijeka. Bartol Franjić kam in 25 Spielen zum Einsatz und stand dabei in 20 Partien in der Anfangself, wobei er oftmals als Abwehrspieler eingesetzt wurde.
Ende Juni 2022 wurde sein Wechsel zum deutschen Bundesligisten VfL Wolfsburg bekannt, wo er einen Fünfjahresvertrag bis 2027 unterzeichnete. Mitte August 2023 wurde er für eine Saison an den Ligakonkurrenten SV Darmstadt 98 ausgeliehen. Es schloss sich eine weiter Leihe zu Schachtar Donezk an. Im Januar 2025 wurde diese Leihe abgebrochen und Franjić an seinen Ausbildungsverein Dinamo Zagreb weiterverliehen. Ab Sommer 2025 wurde er an den FC Venedig verliehen.

### Nationalmannschaft
Am 19. Mai 2014 kam Bartol Franjić beim 2:2 im Freundschaftsspiel gegen die USA zu seinem ersten Einsatz für die kroatische U14-Nationalmannschaft. Für diese Altersklasse kam er zu vier Spielen. Ein Kalenderjahr später lief Franjić in fünf Partien für die U15-Nationalmannschaften der Kroaten auf und gab dann noch im Jahr 2015 sein Debüt für die U16-Auswahl. Für letztere lief er bis 2016 in sechs Spielen auf. Von 2016 bis 2017 hatte Bartol Franjić zehn Auftritte für die kroatische U17-Nationalmannschaft und schoss dabei zwei Tore und nahm mit dieser Altersklasse an der U17-Europameisterschaft 2017 im eigenen Land, wo Kroatien nach der Gruppenphase ausschied, teil, wobei er in allen Spielen eingesetzt wurde. Danach spielte er von 2017 bis 2018 in drei Spielen für die U18-Nationalmannschaft. Ab 2018 hatte Franjić in der U19-Nationalmannschaft der Kroaten gespielt und hatte dabei sieben Auftritte, drei davon in der Qualifikation für die U19-Europameisterschaft 2019 in Armenien. Das 1:1-Unentschieden im Freundschaftsspiel in seiner Geburtsstadt Zagreb gegen Frankreich war sein einziger Auftritt für die U20-Auswahl. Seit November 2020 läuft Bartol Franjić für die kroatische U21-Nationalmannschaft auf und nahm mit seiner Mannschaft an der U21-Europameisterschaft 2021 in Slowenien und Ungarn, wo die Kroaten das Viertelfinale erreichten und dort gegen Titelverteidiger Spanien ausschieden, teil. Dabei kam er in allen Spielen zum Einsatz.